# República Dominicana nos Jogos Olímpicos de Verão de 1964
A República Dominicana competiu nos Jogos Olímpicos de Verão de 1964, realizados em Tóquio, Japão.